# Яги, Кунио
Кунио Яги (1919—2003) — японский биохимик, автор книг. Доктор медицины, почётный профессор Нагойского университета. С 1994 по 1997 год являлся президентом Международного союза биохимии и молекулярной биологии. Иностранный член АН СССР и РАН.

## Биография
Родился в префектуре Канагава (по другим данным в Йокогаме в окрестностях Токио). В 1942 году окончил медицинский факультет Нагойского университета. В 1954 году учёный получил китайско-японскую культурную премию за исследования витамина B2. В 1955 году провел год в институте в Париже. В 1964 впервые в мире удалось кристаллизовать промежуточное соединение фермента.
Являлся директором Института биохимии Нагойского университета, в 1980 году стал членом Польской академии наук, а в 1993 году — PAU. Он изучал окислительно-восстановительные процессы в клетке, структуру и функцию флавинов и флавопротеидов, а также механизм ферментативного катализа.
Получил премию Японской академии в 1982 за исследование фермента флавина. В 1989 году он получил вторую премию «Сокровище Руи».
В 1999 тяжело заболел, но благодаря заботе членов семьи поправился. Скончался в больнице Нагои от пневмонии.

## Семья
Был женат на Кими.